# 春日井市立神領小学校
春日井市立神領小学校（かすがいしりつじんりょうしょうがっこう）は、愛知県春日井市にある公立小学校。

## 沿革
- 1969年（昭和44年） - 開校

## 所在地
〒486-0821 愛知県春日井市神領町1丁目1番地8

## 学校周辺・特徴
校内のグラウンドは庄内川の堤防に沿っており、隣接地に春日井市立神領保育園がある。近隣の貴船神社ではかつて神領銅鐸が出土している。
バッテリー型校舎を採用しており、各2教室が公共スペースを挟んで対になっている。
「ふれあいＪ(神領)班」という異学年交流のための縦割り班制度があり、スポーツ大会や庄内川での凧揚げなどの様々な交流行事が開催されている。
徳島県名西軍神山町に同名の小学校(神山町立神領小学校)がある。

## 交通アクセス
- JR東海中央本線神領駅から南へ徒歩7分